# 메이블
메이블(Mabel, 1996년 2월 20일 ~ )은 스웨덴, 잉글랜드의 싱어송라이터이다. 싱어송라이터 네네 체리와 음반 제작자 캐머런 맥베이의 딸이다. 스페인 말라가에서 태어나 스웨덴 스톡홀름에서 성장했으며, 현재는 잉글랜드 런던에 기반을 두고 활동하고 있다. 2015년 데뷔 싱글 "Know Me Better"를 발매하며 가수 활동을 시작했다.

## 음반 목록

### 정규 앨범
- High Expectations (2019)

### 믹스 테잎
- Ivy to Roses (2017)

### EP
- Bedroom (2017)